# Plecturocebus caquetensis
Plecturocebus caquetensis is een kleine primaat met een lange, zachte vacht met gemengde kleuren, waaronder grijsachtig en lichtbruin tot agoeti-tinten. Hij mist de zwartachtige of witachtige band die aanwezig is op het voorhoofd van nauw verwante soorten. De staart is agoeti-kleurig en heeft onopvallende banden aan de basis. Deze soort is endemisch in het Amazonegebied van Colombia. Het voortbestaan van deze soort wordt door de International Union for Conservation of Nature and Natural Resources als kritiek beschouwd.

## Beschrijving
De vacht is lichtbruin vanaf de bovenkant van het voorhoofd naar beneden over de nek, flanken en rug. De buik, armen, benen en het gezicht zijn spaarzaam kastanjerood behaard tot aan de bovenkanten van de elleboog en de knieën. De roodachtige kleur strekt zich ook uit tot de hals en op de wangen tot onder het oor, wat de indruk van een rode baard geeft. Het lichaam is meer roodachtig dan de wat grijzere staart. De grijsbruine kleur van de rug naar de onderkant van de armen en benen tot aan de knieën en de ellebogen. De staart is gemengd bruinachtig en bleek agoeti, maar vaak is het in het laatste derde deel licht agoeti en eindigt in een potloodpunt. Bij de staartwortel zijn wat vage banden te zien. De oren zijn klein, zo'n 3 cm en afgerond. Het gezicht is grotendeel haarloos en de huid is zwartig. De iris is kastanjerood. De gezichtshuid is donkerder dan de roze huid op de rug, armen en benen. Twee nog niet volledig volwassen vrouwtjes waren van de kruin tot de staartaanzet 35 cm lang en de staart 61 cm. De lengte van de achterpoot was 7 cm, en van de hand met nagel 4,5 cm. De breedte gemeten over de jukbeenderen is omstreeks 3,2 cm. De tanden en kiezen in de bovenkaak vormen een parabool. De ware kiezen zijn robuster dan de valse kiezen. De hoektanden in de bovenkaak zijn de grootste tanden van allemaal. De tandformule van de volwassen dieren van dit soort springaapje is 2.1.3.32.1.3.3 × 2 = 36, dat wil zeggen twee snijtanden, een hoektand, drie valse kiezen en drie ware kiezen in elke helft van de bovenkaak, en diezelfde elementen in de onderkaak.

### Verschillen met verwante soorten
Plecturocebus caquetensis heeft geen duidelijke witte band over het voorhoofd, zoals Plecturocebus discolor. In plaats daarvan is er een vage band van grijzig agouti bestaande uit haren met witachtig uiteinden op het voorhoofd, met verder naar achter bleekoranje haren en haren met zwartachtig uiteinden. Deze band lijkt ook lichter omdat de huid door de haren heen zichtbaar is. De soort lijkt ook erg op Plecturocebus ornatus, maar die heeft een witte band boven de ogen en daarachter een donkere kruin die contrasteert met de lichtere grijze agoutikleur op de rug en flanken. De basiskleur van Plecturocebus caquetensis is donker agoutibruin. P. ornatus heeft ook witte handen en voeten, die ontbreken bij P. caquetensis. De soort lijkt erg op de rode springaap, die echter een zwarte band op het voorhoofd boven de ogen heeft.

## Taxonomie
De Amerikaanse gedragsbioloog Martin Moynihan beschreef dit springaapje voor het eerst voor de wetenschap in 1976 en hij noemde het Callicebus moloch. Deze naam is echter niet beschikbaar, omdat de Duitse bioloog Johann Centurius von Hoffmannsegg de grijze springaap in 1807 Cebus moloch had genoemd en deze soort tegenwoordig eveneens tot het geslacht Plecturocebus wordt gerekend. In 2010 stelden Thomas Defler, M.L. Bueno en J. García de wetenschappelijke naam Callicebus caquetensis voor. Toen in 2016 het geslacht Callicebus werd opgesplitst door H. Byrne en dertien andere auteurs (in drie geslachten: Callicebus, Cheracebus en Plecturocebus) ontstond de huidige combinatie Plecturocebus caquetensis.

### Naamgeving
De geslachtsnaam Plecturocebus is gemaakt door het aan elkaar voegen van de Griekse woorden πληκτος (plektos), wat gevlochten of gewonden betekent, ουρά (oura) staart, en κῆβος (kêbos), langstaartaap. Deze aapjes verstrengelen soms elkaars staarten als ze naast elkaar zitten. De soortnaam caquetensis, is afgeleid van de Colombiaanse department Caquetá waar de soort voorkomt. De soort wordt in het Engels Caquetá titi monkey of kortweg Caquetá titi genoemd. In Colombia wordt het dier aangeduid met de namen macaco, huicoco, zogui-zogui, tongo, en mico bonito de Caquetá.

## Ecologie
Plecturocebus caquetensis leeft meestal in familiegroepen van 3-4 individuen, die bestaan uit een volwassen paar en hun nakomelingen. De jongen worden geboren tussen oktober en maart, meestal een tegelijk. Eén familiegroep bestond uit zeven individuen. In totaal zijn er 46 groepen direct in het wild waargenomen. Het is zeer gevaarlijk voor jonge volwassenen om te verhuizen, nieuwe paren te vormen en een gebied met betrouwbare voedselbronnen te bezetten, omdat de dieren van de gebieden met grasachtige savanne, prikkeldraad of wegen moeten oversteken om aangrenzende bosfragmenten te bereiken, waardoor het risico op predatie en weggevaagde dieren toeneemt. Het totale aantal individuen ligt waarschijnlijk duidelijk beneden 250 volwassen individuen. De populatiedichtheid is laag in de bosfragmenten tussen landbouwgronden waar de soort voorkomt. De populatiedichtheid ligt waarschijnlijk tussen de 12 en 40 individuen/km2, afhankelijk van de specifieke omstandigheden. De soort komt voor in primaire en secundaire bossen met verschillende niveaus van verstoring en lijkt natuurlijke en door de mens gecreëerde bosranden te prefereren. De soort wordt voornamelijk aangetroffen langs rivierlopen, kreken en overstroomde of moerassige gebieden. Hun dieet bestaat voornamelijk uit bladeren, zaden en fruit, maar de dieren eten ook insecten. Ze brengen bijna 40% van hun tijd door met het zoeken naar voedsel en het eten daarvan, iets meer dan 40% met rusten, 17% met verplaatsingen door het bos en 4% bezig met sociaal gedrag. De activiteiten werden voornamelijk uitgevoerd beneden de boomkruinen en in de ondergroei, lager dan ongeveer 15 m. De dieren slapen een deel van de dag, meestal op meer dan 15 m boven de grond. Ze komen soms op of dichtbij de bosbodem om te zoeken naar geleedpotigen of om een gevallen vrucht te bemachtigen.

## Verspreiding
Plecturocebus caquetensis komt uitsluitend voor in het Amazonewoud van de departementen Caquetá en Cauca in het zuidwesten van Colombia. Het leefgebied wordt afgegrensd door de voetheuvels van de Andes en de rivieren Fragua Chorroso, Caquetá en Orteguaza, op een hoogte tussen 190 en 400 m boven zeeniveau.

## Populatieomvang, bedreigingen en behoud
Vermoedelijk leven er slechts 250 exemplaren van deze soort. Dit lage aantal is mogelijk te wijten aan de houtkap in zijn habitat. Hun leefgebied wordt hierdoor versnipperd. Het IUCN bestempelt de overlevingskans van de diersoort als kritiek, wat wil zeggen dat de soort binnen korte tijd kan uitsterven. Wereldwijd is Plecturocebus caquetensis een van de 25 meest bedreigde primaten ter wereld. Het kleine verspreidingsgebied en het verlies en fragmentatie van het boshabitat als gevolg van de uitbreiding van veeteelt en akkerbouw. Het gebied waar de soort voorkomt heeft geen beschermde status. De Colombiaanse autoriteiten hebben de soort zelfs niet op de lijst van bedreigde soorten geplaatst. De kleine, geïsoleerde populaties van de soort zijn kwetsbaar om lokaal uit te sterven als gevolg van natuurlijke of door de mens veroorzaakte catastrofes en vermindering van de genetische diversiteit. Historisch gezien is de bovenste Caquetá-rivier een van de meest ontboste gebieden in het Colombiaanse Amazonegebied. Waarschijnlijk zijn er nog maar zes bosfragmenten in het verspreidingsgebied die groot genoeg zijn om op de lange termijn een levensvatbare populatie van P. caquetensis te ondersteunen (1.000 ha). De vredesovereenkomst tussen de Colombiaanse regering en gewapende groepen zou beschermingsacties mogelijk kunnen maken met inbegrip van de inrichting van corridors die migratie tussen nu geïsoleerde populaties mogelijk zouden maken.